# Sleedoorndwergspanner
De sleedoorndwergspanner (Pasiphila chloerata, synoniemen: Rhinoprora chloerata, Chloroclystis chloerata) is een nachtvlinder uit de familie van de spanners (Geometridae). 

## Kenmerken
De voorvleugellengte bedraagt tussen de 9 en 10 mm. De grondkleur van de vleugels is bruingrijs. De soort is moeilijk te onderscheiden van andere Pasiphila-soorten. Het buitenste lichte dwarslijntje zigzagt bij de costa maar weinig.

## Levenscyclus
De sleedoorndwergspanner gebruikt sleedoorn en krentenboompje als waardplanten. De rups is te vinden van april tot mei. De soort overwintert als ei. Er is jaarlijks een generatie die vliegt in mei en juni.

## Voorkomen
De soort komt verspreid van Europa tot het gebied van de Amoer en Centraal-Azië voor. De sleedoorndwergspanner is in Nederland en België een zeldzame soort. De eerste waarneming in Nederland dateert van 1976.